# Дани Роуз
Даниел Лий Роуз (на английски: Daniel Lee Rose; роден 2 юли 1990 г.) е бивш английски защитник.
Роуз израства в юношеската школа на Лийдс Юнайтед, след което преминава в състава на Тотнъм Хотспър през 2007 г.
Между 2009 г. и 2013 г. играе под наем в тимовете на Уотфорд, Питърбъроу Юнайтед, Бристъл Сити и Съндърланд.
Дебютира за националния отбор на Англия през 2016 г.

## Успехи
Тотнъм Хотспър
- Висша лига на Англия вицешампион: 2016–2017
- Купа на Футболната лига финалист: 2014–15
- Шампионска лига на УЕФА финалист: 2018–19

Англия
- Лига на нациите на УЕФА трето място: 2018–19